# Fibré tangent
Pour les articles homonymes, voir Tangent.

Deux manières de représenter le fibré tangent d'un cercle : tous les espaces tangents (en haut) sont regroupés de manière continue et sans se recouvrir (en bas).

En mathématiques, et plus précisément en géométrie différentielle, le fibré tangent {\displaystyle TM} associé à une variété différentielle M est la somme disjointe de tous les espaces tangents en tous les points de la variété, soit :
{\displaystyle {\begin{aligned}TM&=\bigsqcup _{x\in M}T_{x}M\\&=\bigcup _{x\in M}\left\{x\right\}\times T_{x}M\\&=\bigcup _{x\in M}\left\{(x,v)\mid v\in T_{x}M\right\}\\&=\left\{(x,v)\mid x\in M,\,v\in T_{x}M\right\}\end{aligned}}}
où {\displaystyle T_{x}M}est l'espace tangent de {\displaystyle M} en {\displaystyle x}. Un élément de {\displaystyle TM} est donc un couple {\displaystyle (x,v)} constitué d'un point {\displaystyle x} de {\displaystyle M} et d'un vecteur {\displaystyle v} tangent à {\displaystyle M} en {\displaystyle x}.
Le fibré tangent peut être muni d'une topologie découlant naturellement de celle de {\displaystyle M.} Sous cette topologie, il possède une structure de variété différentielle prolongeant celle de {\displaystyle M} ; c'est un espace fibré de base {\displaystyle M}, et même un fibré vectoriel.

## Utilité
Le fibré tangent apparait en particulier comme le domaine de définition de la dérivée d'une fonction différentiable sur {\displaystyle M} : si {\displaystyle f:M\rightarrow N} est une application différentiable entre deux variétés différentielles {\displaystyle M} et {\displaystyle N}, alors sa dérivée est une fonction {\displaystyle Df:TM\rightarrow TN}.

## Exemples
Supposons que {\displaystyle M} soit une sous-variété de classe {\displaystyle C^{k}} (k ≥ 1) et de dimension {\displaystyle d} de {\displaystyle \mathbb {R} ^{n}\,} ; on peut voir alors {\displaystyle TM} comme l'ensemble des couples {\displaystyle (x,v)\in \mathbb {R} ^{n}\times \mathbb {R} ^{n}} formés d'un point {\displaystyle x\in M}et d'un vecteur {\displaystyle v} tangent à {\displaystyle M} en {\displaystyle x}. (Passer à {\displaystyle \mathbb {R} ^{n}\times \mathbb {R} ^{n}} permet de voir les espaces tangents aux différents points comme des ensembles disjoints.)
On obtient ainsi une sous-variété de classe {\displaystyle C^{k-1}} et de dimension 2d de {\displaystyle \mathbb {R} ^{n}\times \mathbb {R} ^{n}}. En effet, pour tout point de {\displaystyle M}, il existe un ouvert {\displaystyle U\subset \mathbb {R} ^{n}} et une submersion {\displaystyle f:U\mapsto \mathbb {R} ^{n-d}} (de classe {\displaystyle C^{k}}) tels que
{\displaystyle U\cap M=f^{-1}(0)}. On en déduit que
{\displaystyle T(U\cap M)=\{(x,v)\in U\times \mathbb {R} ^{n},f(x)=0\ \mathrm {et} \ f^{\prime }(x)\cdot v=0\}}
Mais l'application {\displaystyle (x,v)\mapsto {\big (}f(x),f^{\prime }(x)\cdot v{\big )}} est une submersion  de classe {\displaystyle C^{k-1}} de {\displaystyle U\times \mathbb {R} ^{n}} dans {\displaystyle \mathbb {R} ^{2(n-d)}}
Exemple : Le fibré tangent au cercle {\displaystyle S^{1}=\{(x,y)\in \mathbb {R} ^{2},x^{2}+y^{2}=1\}} apparaît ainsi comme la sous-variété
{\displaystyle \{(x,y,X,Y)\in \mathbb {R} ^{4},x^{2}+y^{2}=1,xX+yY=0\}}.
Il est difféomorphe au cylindre {\displaystyle S^{1}\times \mathbb {R} } (voir ci-contre).
En dimensions supérieures, il devient plus difficile de visualiser les fibrés tangents ; ainsi pour une variété de dimension 2, le fibré tangent correspondant est une variété de dimension 4. Ainsi dans le cas du théorème de la boule chevelue, le fibré tangent à la sphère est non trivial.

## Topologie
On définit une topologie sur {\displaystyle TM} en tant qu'espace fibré en se donnant pour chaque ouvert {\displaystyle U} de {\displaystyle M} une trivialisation locale
{\displaystyle \varphi _{U}\left\{{\begin{matrix}TM&\rightarrow &U\times V\\m&\mapsto &(P_{U}(m),v_{U}(m))\end{matrix}}\right.}
où {\displaystyle V} est un espace vectoriel isomorphe à l'espace tangent à {\displaystyle M} en n'importe quel {\displaystyle P\in U} et pour chaque {\displaystyle m\in TM}, {\displaystyle v_{U}(m)} appartient à l'espace tangent à {\displaystyle M} en {\displaystyle P_{U}(m)} .
Par ailleurs {\displaystyle \varphi _{U}} doit satisfaire à la condition de recollement suivante : Si {\displaystyle P_{0}=P(m)\in U_{1}\cap U_{2}} où {\displaystyle U_{1}\,} et {\displaystyle U_{2}\,} sont des ouverts associés à des cartes {\displaystyle x_{1}^{\mu }} et {\displaystyle x_{2}^{\mu }} alors on doit avoir (en notation de coordonnées pour les vecteurs {\displaystyle v_{U_{1}}} et {\displaystyle v_{U_{2}}})
{\displaystyle v_{U_{2}}^{\mu }(m)=\left.{\frac {\partial x_{2}^{\mu }}{\partial x_{1}^{\nu }}}\right|_{P_{0}}v_{U_{1}}^{\nu }(m)}
où on a adopté la convention de sommation d'indices répétés d'Einstein.

## Champ de vecteurs
Un champ de vecteurs (ou champ vectoriel) est une fonction lisse associant à chaque point d'une variété un vecteur tangent en ce point. Un tel champ de vecteurs est donc une fonction différentiable prenant ses valeurs dans le fibré tangent :
{\displaystyle {\begin{aligned}V:M&\rightarrow TM\\x&\mapsto (x,V_{x})\end{aligned}}}
où {\displaystyle V_{x}\in T_{x}M} est un vecteur de l'espace tangent à {\displaystyle M} en {\displaystyle x}. En d'autres termes ce champ est une section lisse de l'espace fibré {\displaystyle TM}.
L'ensemble des champs vectoriels sur {\displaystyle M} est noté {\displaystyle \Gamma (TM)} ou {\displaystyle {\mathfrak {X}}(M)}. Il peut être muni d'une opération d'addition définie par {\displaystyle (V+W)_{x}=V_{x}+W_{x}} et d'une multiplication par une fonction f à valeurs réelles différentiable sur M : {\displaystyle (f\cdot V)_{x}=f(x)V_{x}}. Ces opérations lui donnent une structure de module sur l'anneau des fonctions différentiables à valeurs réelles sur {\displaystyle M}. 
Un champ vectoriel local est un champ défini localement sur un ouvert {\displaystyle U} de {\displaystyle M}, associant à chaque point de {\displaystyle U} un vecteur de l'espace tangent correspondant. L'ensemble des champs de vecteurs locaux de {\displaystyle M} forme un faisceau des espaces vectoriels réels sur {\displaystyle M}.